# Труханів острів
Труханів острів — острів на Дніпрі, навпроти центральної частини Києва між головним річищем Дніпра на захід і його відногою Чорториєм на схід; площа близько 450 гектарів. У середині 19 століття на Трухановому острові з'явилися перші будинки, у 1880-х pp. постала робітнича оселя. Коли її знищили за Другої світової війни, острів перетворено на місце відпочинку. Тут тепер великі пляжі, водні станції, спортивні споруди, ресторани, будинки відпочинку тощо. Труханів острів добре озеленений, він сполучається з набережною правого берега Дніпра пішохідним мостом.

## Назва
На думку дослідників, назва «Труханів острів» імовірно виникла від імені половецького хана Тугорхана (наприкінці 11 століття тут розміщувалася резиденція його дочки — дружини київського князя Святополка).
Водночас не виключено, що назва пов'язана з говірковим словом «трухан» — індик.

## Місце
Острів лежить посеред Дніпра між його основним річищем, протоками Чорторий і Долобською. На півночі межує з місцевістю Чорторий, на півдні пролягає поблизу мосту Метро. Сполучений з правим берегом Дніпра пішохідним Парковим мостом (виходить до Набережного шосе та Паркової дороги, що з'єднує з Володимирським узвозом). На півдні Труханового острова — Матвіївська затока (так звана стариця — частина колишнього річища Дніпра, що в останній чверті 19 століття було перекрите гаткою).
Над островом проходить Подільський мостовий перехід, а також Подільсько-Вигурівська лінія на нижньому ярусі цього  мосту. Зі станцією "Труханів острів", розташованою над Бабиним озером. Будівництво цих об'єктів триває.

## Представники Червоних книг
На Трухановому острові зустрічаються види, що підлягають захисту:
- Козельці українські — Tragopogon ucrainicus (Європейський Червоний список)
- Гронянка багатороздільна — Botrychium multifidum (Види Бернської ковенції)
- Сальвінія плавуча — Salvinia natans (Види Бернської ковенції, Червона книга України)

## Історія

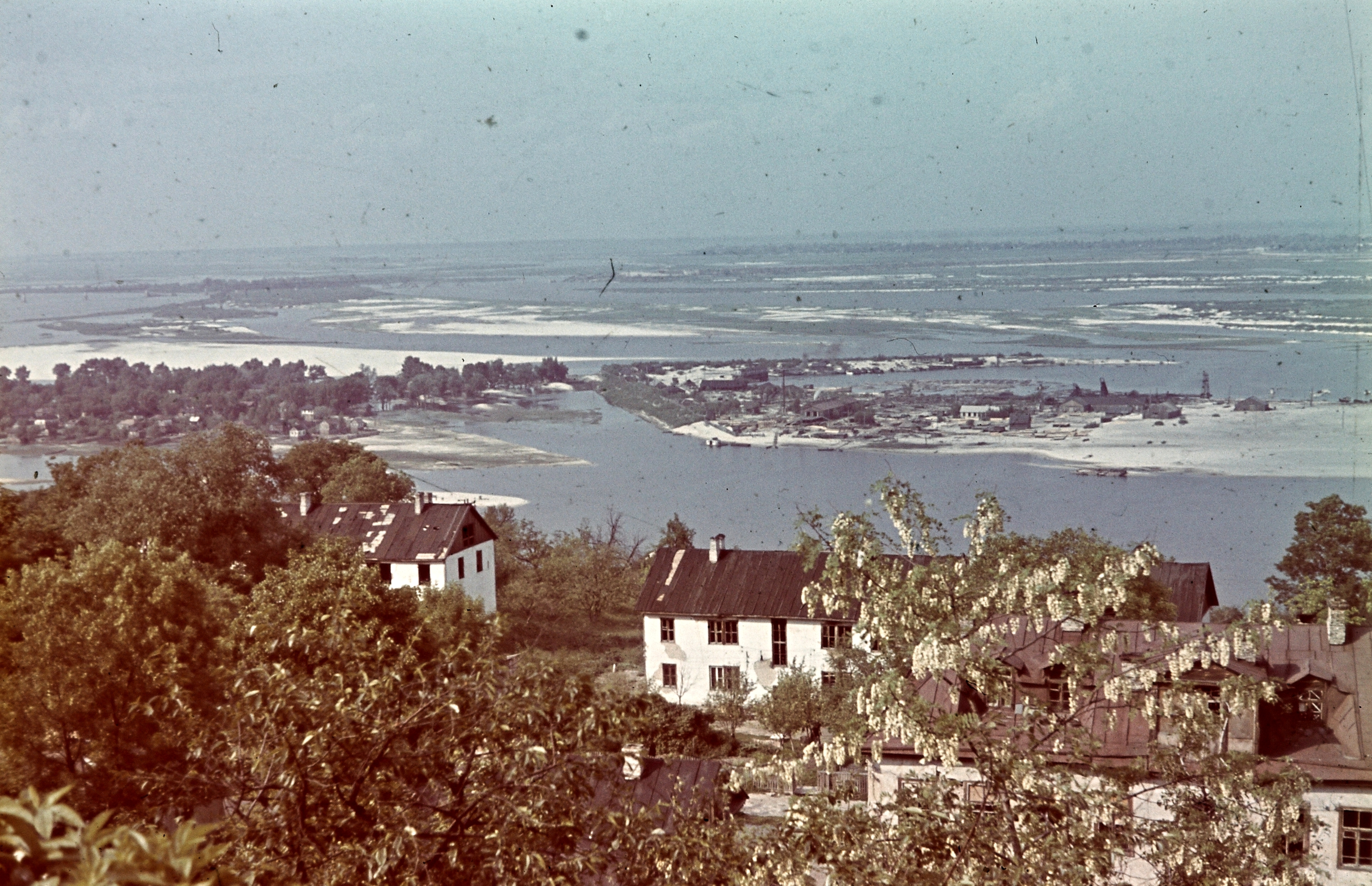
Краєвид з Маріїнського парку на Труханів острів, 1942

За Київської Русі на Трухановому острові було ще селище Ольжиші, що належало княгині Ользі. У 1534 острів перейшов у володіння Пустинно-Микільського монастиря, у 1698 його повернуто місту.
У 2-й половині 19 століття тут створено 1-е і 2-е об'єднання Дніпровського пароплавства з майстернями й поселеннями при них. У селищі була церква Святої Єлизавети (збудована у 1909-10 рр. коштом Давида Марголіна, утрачена у 1930-і роки), була двокласна школа, зведена його самим коштом у тому самому 1909 році (за радянських часів — школа № 100). У 1865 році киянин Іван Петрович Сухота відкрив на острові буфет і планував відкрити розважальний заклад. Але міська влада вирішила закрити буфет Сухоти через відсутність поліцейського контролю. Населення селища 1908 р. становило вже близько 6 тисяч мешканців.
У селищі були 21 вулиця та провулок, а ще одна площа.
Наприкінці 1920-х років селище було забудоване 367 житловими будинками, з котрих тільки 2 були кам'яні. Перед війною населення становило близько 7 тисяч мешканців.
У 1936 —1941 роках тут жила з батьками й навчалась у школі № 100 Ліна Костенко, цьому присвячений її вірш «Я виросла у Київській Венеції». Також у робітничому селищі на острові мешкав та навчався у школі № 100 військовий та громадський діяч Георгій Ясєв.
За Другої світової війни, а саме коли німецькі загарбники відступали з Києва у жовтні 1943 р., поселення було зовсім спалене.
Єдина споруда, що вціліла з довоєнних часів — дерев'яний будинок на північ від Петрівського залізничного мосту. Збереглися рештки фундаментів церкви та школи.
По війні постановили не відновлювати селища, а замість того у 1940-60-і р. було справили зону спочинку.
1989 року на острові було встановлено пам'ятник загиблим труханівцям, що складається з постаті вояка, що стоїть коло розбитого човна, та плит з іменами Героїв Радянського Союзу та загиблих труханівців.
На початку 1990-х р. створено земляцтво «Труханів острів», що об'єднує всіх тих, що народились чи жили до війни в поселенні на острові. Товариство було офіційно зареєстроване 1995 р., і нині на острові в пам'ятні дні земляцтво проводить ряд заходів.

## Галерея

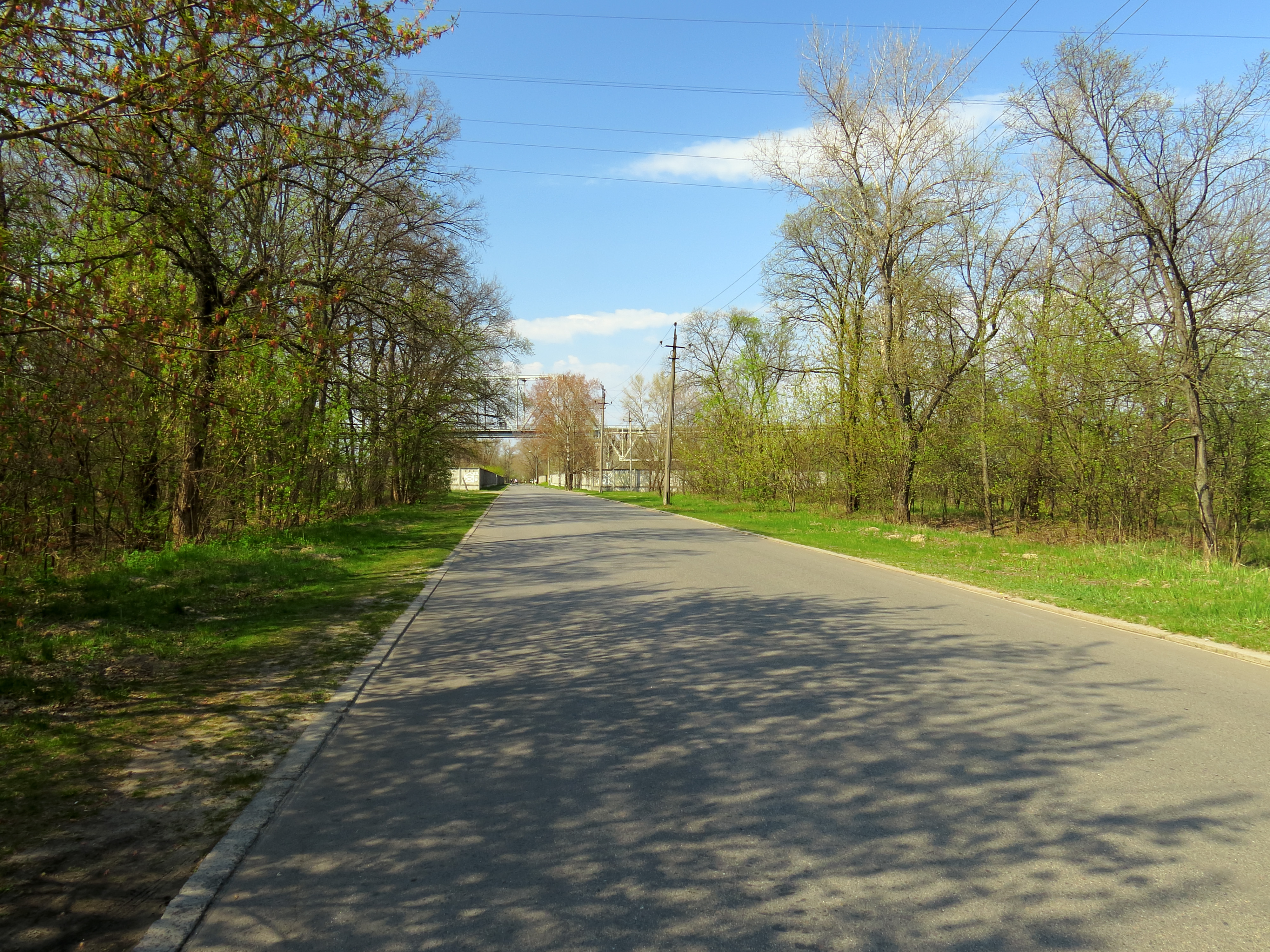
Труханівська вулиця
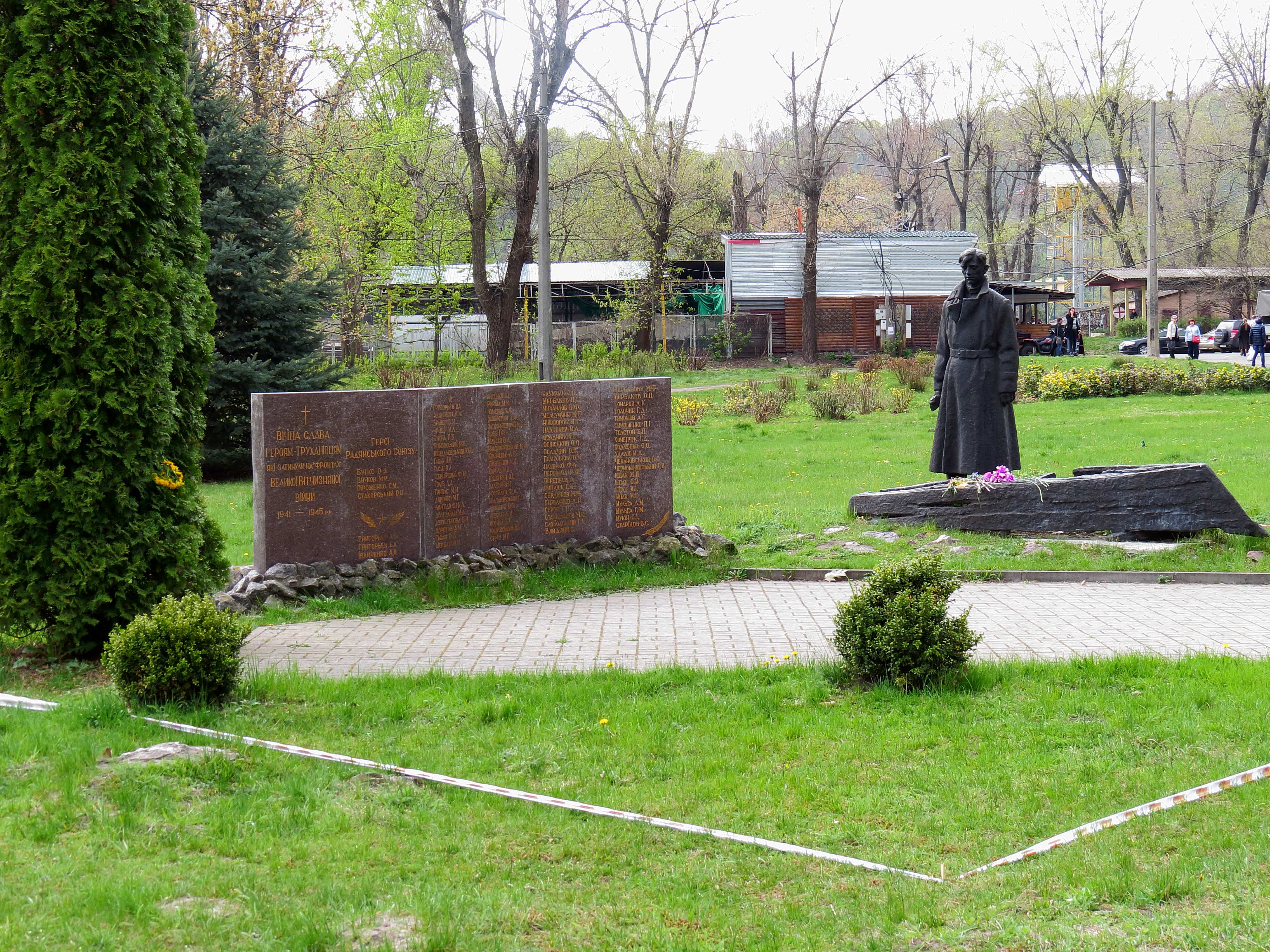
Пам'ятник знищеному поселенню
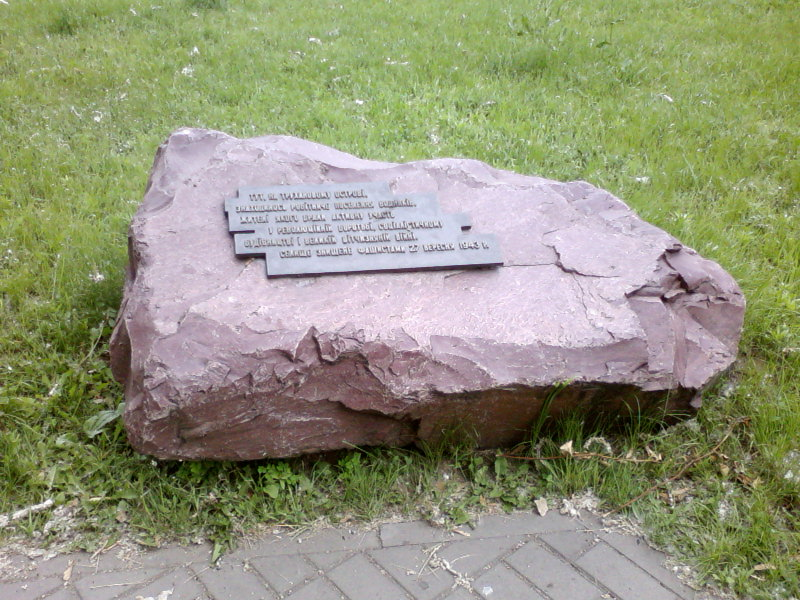
Знищеному поселенню (Труханів острів)
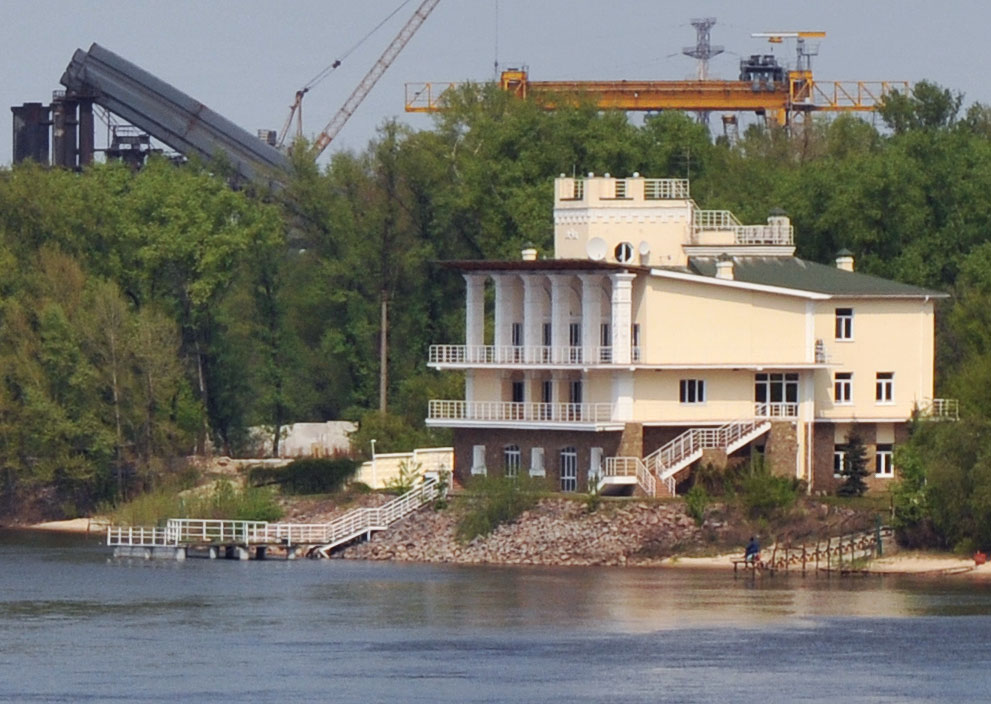
Будинок післявоєнного ресторану
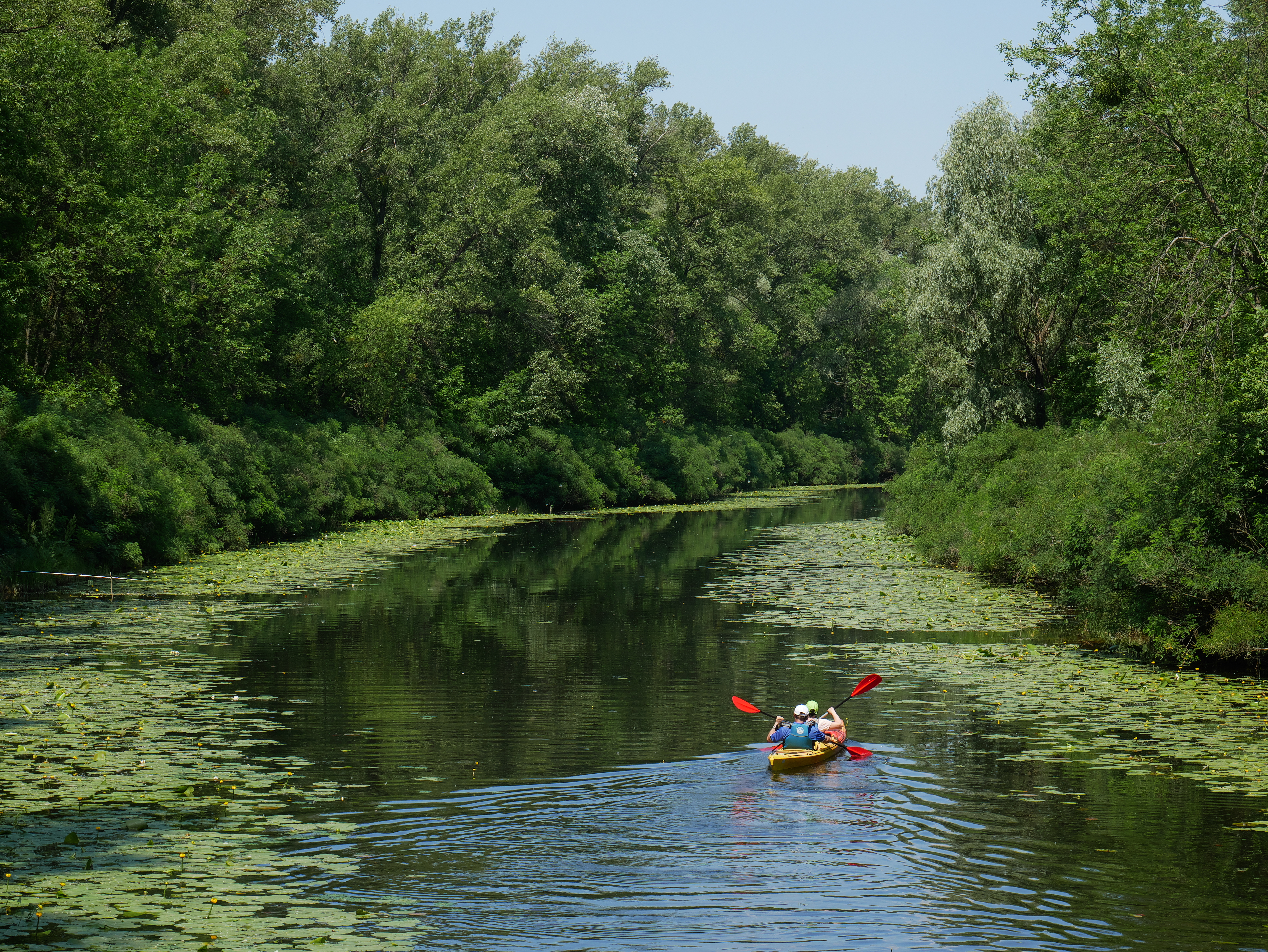
Веслувальний канал на Трухановому острові
Пляж на Трухановім острові 1920-ті рр.Пляж на Трухановім острові 1920-ті рр.
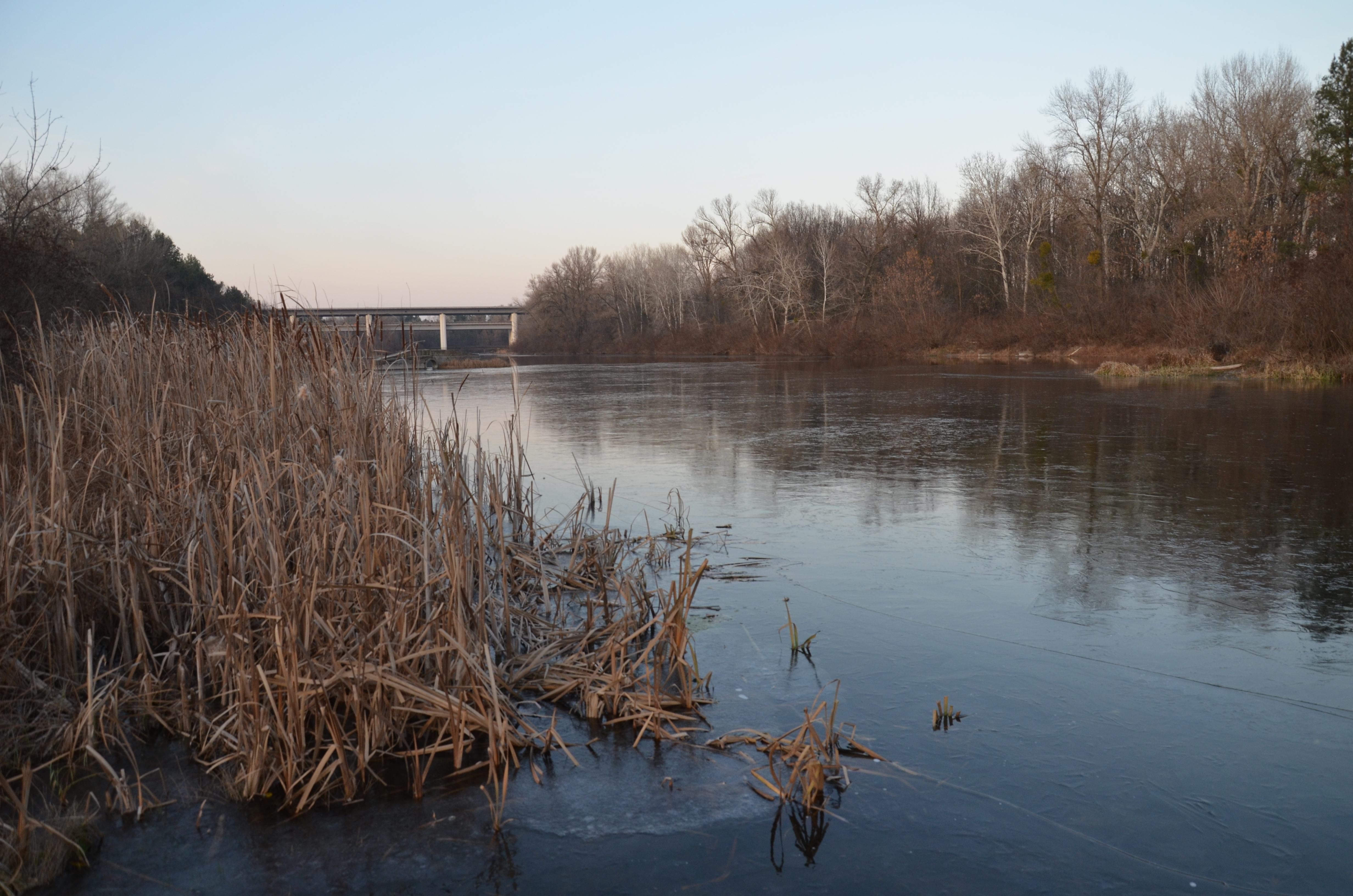
Труханів острів, озеро Бабка
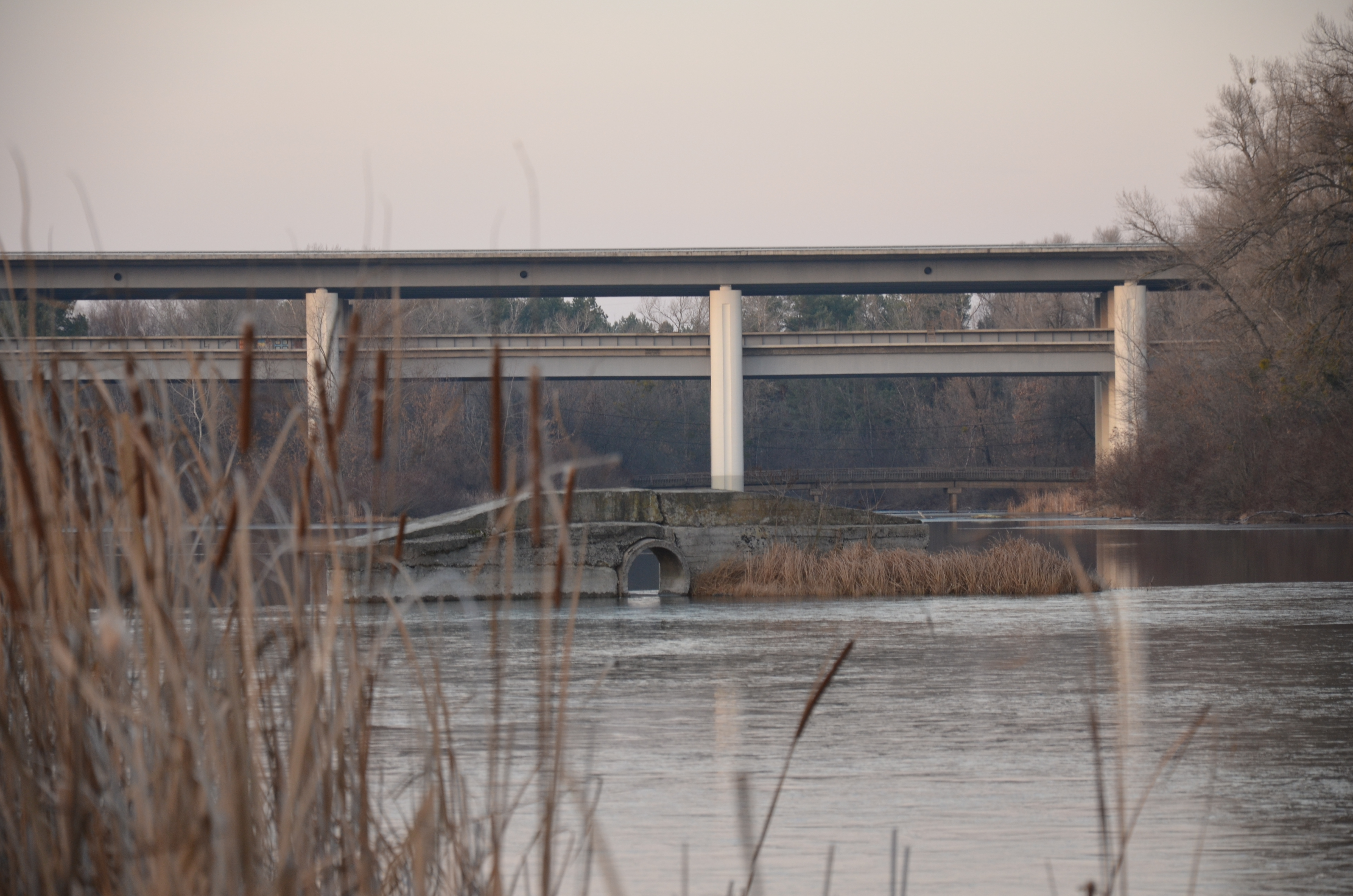
Міст, що будується
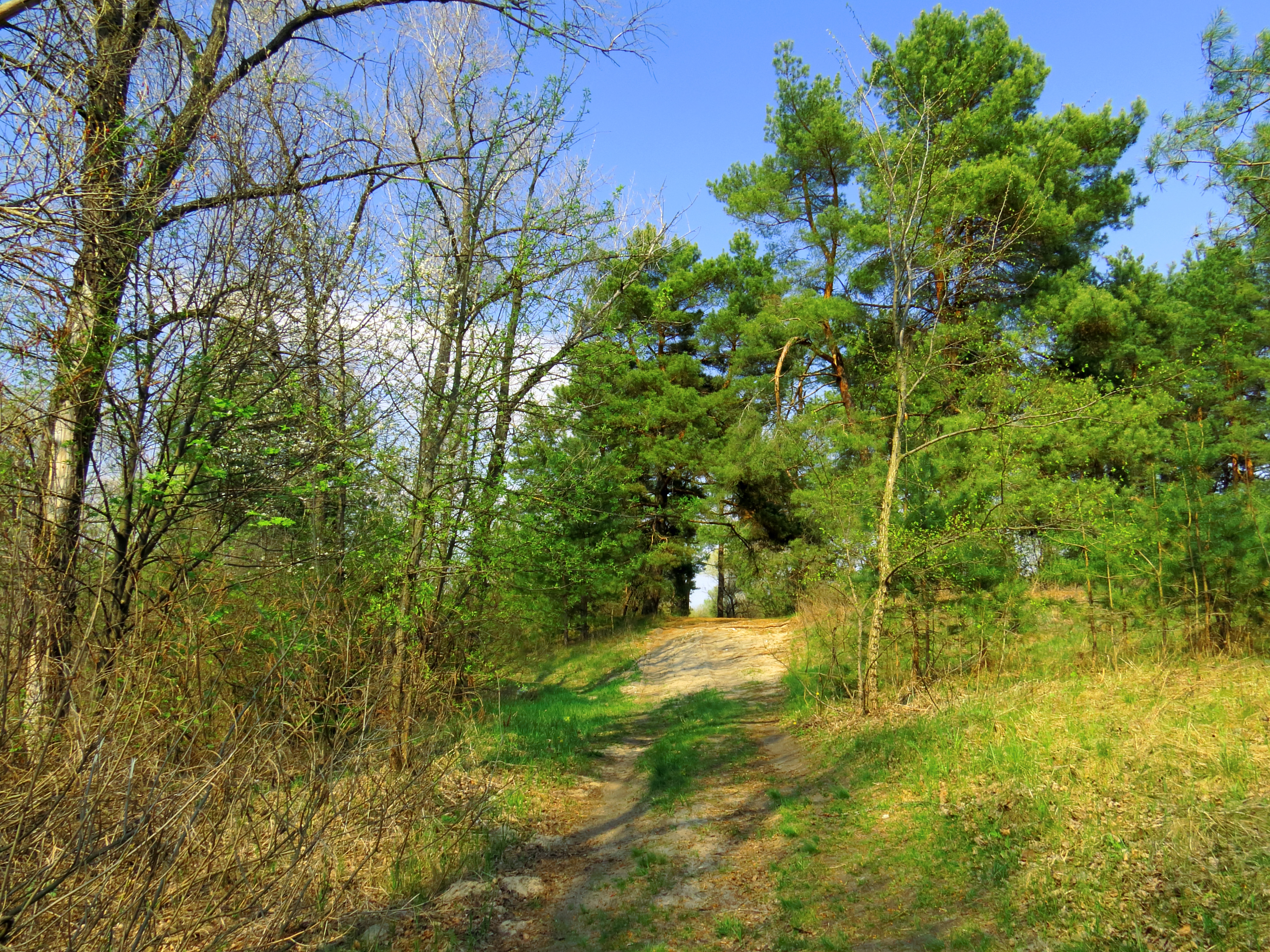

## Спорт
На Трухановому острові, крім відпочивати, можна ще займатися спортом. 2014 року через острів проведено велосипедну доріжку. Кожен охочий може там бігати, їздити на велосипеді або на роликах, чи спортувати ще якось. Труханів острів лежить поблизу Матвіївської затоки — єдиної в Києві затоки, де вправляються спортсмени з веслування на човнах «Дракон», академічного веслування та веслування на байдарках та каное. Тому можна вважати, що Труханів острів так званий «веслувальний центр» Києва. Тож не дивно, що там безліч спортивних баз, таких як: «Зеніт», «Локомотив», КПДЮ, ЦСКА, «Буревісник», ДЮСШ-7, «Спартак» (ДЮСШ Київ) та інші.

## Охорона природи
Рішенням Київської міської ради від 16 травня 2019 р. створено ландшафтний заказник місцевого значення «Труханів острів». Площа заказника 44,4 га (26,4 га острова Труханів та 18 га острова Міжмостний). Його землекористувачі: 1. Комунальне підприємство виконавчого органу Київської міської ради (Київської міської державної адміністрації) з охорони, утримання та експлуатації земель водного фонду м. Києва «Плесо» — 26,4 га; 2. Комунальне підприємство «Дарницьке лісопаркове господарство» — 18 га; За частину заказника правлять заплавні озера острова Труханів та дніпровський острів Міжмостний.

## Див. іще
- Труханівська вулиця
- Як розважалися кияни на Трухановому острові
- Рок Січ
- Сайти федерацій веслування України
- http://www.canoe.in.ua/
- http://www.rowingukraine.org/
- http://udbf.org/